# Patina Miller
Patina Miller (Pageland, 6 novembre 1984) è un'attrice e cantante statunitense, nota soprattutto per aver interpretato il Comandante Paylor nei film Hunger Games - Il canto della rivolta - Parte 1 e Parte 2.

## Biografia
Dopo aver studiato teatro musicale alla Università Carnegie Mellon, Patina è una delle tre finaliste per il ruolo di Effie nel film Dreamgirls, un ruolo che alla fine si aggiudicherà Jennifer Hudson (che vincerà l'Oscar). Sempre nel 2007 recita e canta nella produzione di Central Park del musical Hair, insieme a Jonathan Groff.
Nel 2009 comincia ad interpretare Delores Van Cartier nella produzione londinese del musical Sister Act, per cui viene nominata al Laurence Olivier Award alla migliore attrice protagonista in un musical nel 2010. In questo periodo Patina recita accanto a Whoopi Goldberg (l'originale Delores nel film). Nel 2011 torna a ricoprire il ruolo di Delores a Broadway, per cui vince il Theatre World Award e viene nominata per la prima volta al Tony Award alla miglior attrice protagonista in un musical, oltre che al Drama Desk Award, Outer Critics Circle Award e al Drama League Award.
Nel 2013 torna a Broadway con il musical Pippin e per la sua performance vince l'Outer Critics Circle Award ed il Tony Award alla miglior attrice protagonista in un musical. Nel 2014 interpreta il Comandante Paylor in Hunger Games - Il canto della rivolta - Parte 1, un ruolo che interpreta anche nella seconda parte; sempre nel 2014, Patina interpreta Daisy Grant nella serie televisiva Madam Secretary.

### Vita privata
Patina Miller è sposata dal 2014 con David Mars e la coppia ha avuto una figlia, Emerson Harper, nata nel 2017.

## Filmografia

### Attrice

#### Cinema
- Hunger Games - Il canto della rivolta - Parte 1 (Hunger Games - Mockingjay - Part 1), regia di Francis Lawrence (2014)
- Hunger Games - Il canto della rivolta - Parte 2 (Hunger Games: Mockingjay - Part 2), regia di Francis Lawrence (2015)
- I molti santi del New Jersey (The Many Saints of Newark), regia di Alan Taylor (2021)

#### Televisione
- La valle dei pini (All My Children) – serie TV, 30 episodi (2007-2008)
- Madam Secretary – serie TV, 116 episodi (2014-2019)
- Mercy Street – serie TV, 6 episodi (2017)
- Power Book III: Raising Kanan – serie TV (2021-in corso)

### Doppiatrice
- Word Party – serie TV, 26 episodi (2016)
- Hazbin Hotel – serie TV, 1 episodio (2024)

## Teatro
- Sister Act, Pasadena Playhouse di Pasadena (2006)
- Sister Act, Alliance Theatre Company di Atlanta (2007)
- Hair, Delacorte Theatre di New York (2008)
- Sister Act, London Palladium di Londra (2010)
- Sister Act, Broadway Theatre di Broadway (2011-2012)
- Lost in the Stars, City Center Encores! di New York (2012)
- Pippin, Music Box Theatre di Broadway (2013-2015)
- Into the Woods, Hollywood Bowl di Los Angeles (2019)
- Into the Woods, St. James Theatre di Broadway (2022)

## Riconoscimenti
- Tony Award
  - 2011 – Candidatura per la miglior attrice protagonista in un musical per Sister Act
  - 2013 – Miglior attrice protagonista in un musical per Pippin
- Black Reel Awards
  - 2015 – Candidatura per la miglior attrice emergente per Hunger Games: Il canto della rivolta – Parte 1
- Drama Desk Award
  - 2011 – Candidatura per la miglior attrice in un musical per Sister Act
- Drama League Award
  - 2011 – Candidatura per la miglior performance per Sister Act
  - 2013 – Candidatura per la miglior performance per Pippin
  - 2023 – Candidatura per la miglior performance per Into the Woods
- Grammy Award
  - 2023 – Miglior album di un musical teatrale per Into the Woods
- Premio Laurence Olivier
  - 2010 – Candidatura per la migliore attrice in un musical per Sister Act
- Outer Critics Circle Award
  - 2011 – Candidatura per la miglior attrice in un musical per Sister Act
  - 2013 – Miglior attrice in un musical per Pippin
- Theatre World Award
  - 2011 – Miglior debutto a Broadway per Sister Act

## Discografia
- Sister Act (Original London Cast Recording) (2009)
- What I Wanna Be When I Grow Up (2010)
- Out of Our Heads  (2011)
- Pippin (New Broadway Cast Recording) (2013)

## Doppiatrici italiane
Nelle versioni in italiano dei suoi lavori, Patina Miller è stata doppiata da:
- Alessandra Cassioli in Hunger Games - Il canto della rivolta - Parte 1, Hunger Games - Il canto della rivolta - Parte 2
- Rachele Paolelli in Madam Secretary, I molti santi del New Jersey

Da doppiatrice è sostituita da:
- Domitilla D'Amico in Hazbin Hotel